# Dunes City
Dunes City es una ciudad ubicada en el condado de Lane en el estado estadounidense de Oregón. En el año 2007 tenía una población de 1,360 habitantes y una densidad poblacional de 179 personas por km².

## Geografía
Dunes City se encuentra ubicada en las coordenadas 43°52′59″N 124°6′54″O / 43.88306, -124.11500.

## Demografía
Según la Oficina del Censo en 2000 los ingresos medios por hogar en la localidad eran de $39,100 y los ingresos medios por familia eran $47,574. Los hombres tenían unos ingresos medios de $34,167 frente a los $25,417 para las mujeres. La renta per cápita para la localidad era de $27,048. Alrededor del 10.6% de la población estaban por debajo del umbral de pobreza.